# Billon

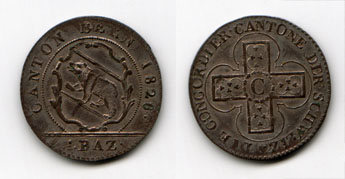
Batzen från Bern tillverkade av billion.

Billon är en blandning av en ädelmetall, vanligen silver, mer sällan guld, och en basmetall, som koppar med en lägre ädelmetallhalt än 50 %. Blandningen användes från antiken in i medeltiden för att göra mynt, medaljer, etc. Termen användes också för en blandning av lika delar guld och silver.